# Eduardo Mendoza de Echave
Eduardo Mendoza de Echave (Lima, 1974) es un guionista, director, productor de cine, productor de televisión y profesor universitario peruano. Ha dirigido siete largometrajes de ficción, entre ellas Mañana te cuento, La Hora Final y El evangelio de la carne, tres cortometrajes, un mediometraje y un largo documental.

## Biografía
Mendoza nació en Lima en 1975, es egresado de la Facultad de Ciencias y Artes de la Comunicación de la Pontificia Universidad Católica del Perú, estudió cine en la Universidad Federal de Paraíba.

### Inicios y trayectoria
Eduardo Mendoza ha trabajado como director y guionista de cine y televisión desde el 2001. Ganó, en dos oportunidades, el Concurso Nacional de Largometrajes organizado por el Ministerio de Cultura.
“La Hora Final”, fue la primera película peruana en estrenarse a nivel mundial por la plataforma de streaming Netflix. En el 2013, “El Evangelio de la Carne”, fue elegida como precandidata para los Premios Óscar de la Academia en la categoría mejor película extranjera. Fue seleccionada en más de 25 Festivales internacionales logrando 14 premios. En abril del 2015 se estrenó comercialmente en Europa.
Ha sido guionista de la película Ella (2010) de Francisco Lombardi y coguionista de El Acuarelista de Daniel Rodríguez Risco junto al mismo Rodríguez Risco y Álvaro Velarde.
En el 2018 dirigió el documental "Contigo Perú" grabado en quince ciudades de cinco países distintos, narrando el proceso de clasificación de la Selección Peruana de Fútbol al Mundial de Rusia 2018. Su última película, “La Banda Presidencial”, una mirada crítica a la manera de hacer política en Latinoamérica, se estrenó comercialmente en setiembre del 2022.
Sus cortometrajes, "303" y "A China el Golpe" fueron seleccionados en más de 40 festivales internacionales. El cortometraje "El Diente de Oro", que coescribió, fue ganador del Premio de la Crítica en el Festival des Films du Monde de Montreal, pre clasificando para los premios Oscar de La Academia.
Ha trabajado por más de diez años en televisión, escribiendo y dirigiendo series y telenovelas.
Es profesor de la Escuela Peruana de la Industria Cinematográfica (EPIC), desde su fundación en el 2013 y desde hace tres años es profesor emblemático de la Universidad de Ciencias y Artes de América Latina (UCAL) en la carrera de Cine.

## Filmografía
- 2022: La banda presidencial, (Largometraje) como director, guionista y productor.
- 2021: Doblemente embarazada, (Largometraje) como director y guionista.
- 2019: Contigo Perú, (Largometraje documental) como director, productor y editor.
- 2017: La Hora Final, (Largometraje) como director, guionista y productor.
- 2016: Las Raíces, (Cortometraje) como director, guionista y productor.
- 2013: El evangelio de la carne, (Largometraje) como director, guionista y productor.
- 2011: Bolero de Noche, (Largometraje) como director, guionista y productor.
- 2010: Ella, (Largometraje) como coguionista con Joanna Lombardi.
- 2008: El Acuarelista, (Largometraje) como coguionista con Daniel Rodríguez Risco y Álvaro Velarde.
- 2008: Mañana te cuento 2, (Largometraje) como director, guionista y productor.
- 2007: A China el Golpe, (Cortometraje) como director, guionista y productor.
- 2006 - 2008: Esta Sociedad, (Serie de Televisión) como director de la primera temporada y guionista de algunos capítulos.
- 2005: Mañana te Cuento, (Largometraje) como director, guionista y productor.
- 2005: El Diente de Oro, (Cortometraje) como coguionista con Daniel Rodríguez Risco.
- 2004: 303, (Cortometraje) como director, guionista y productor.
- 2001: TQ 1992, (Mediometraje) como director, guionista y productor.